# Distrito electoral de Hollinger (condado de Furnas, Nebraska)
Hollinger (en inglés: Hollinger Precinct) es un distrito electoral ubicado en el condado de Furnas en el estado estadounidense de Nebraska. En el Censo de 2010 tenía una población de 114 habitantes y una densidad poblacional de 0,61 personas por km².

## Geografía
Hollinger se encuentra ubicado en las coordenadas 40°5′20″N 99°41′9″O / 40.08889, -99.68583. Según la Oficina del Censo de los Estados Unidos, Hollinger tiene una superficie total de 186.31 km², de la cual 186.31 km² corresponden a tierra firme y (0%) 0 km² es agua.

## Demografía
Según el censo de 2010, había 114 personas residiendo en Hollinger. La densidad de población era de 0,61 hab./km². De los 114 habitantes, Hollinger estaba compuesto por el 99.12% blancos, el 0% eran afroamericanos, el 0% eran amerindios, el 0% eran asiáticos, el 0% eran isleños del Pacífico, el 0% eran de otras razas y el 0.88% pertenecían a dos o más razas. Del total de la población el 0% eran hispanos o latinos de cualquier raza.